# ديفيد جادج
ديفيد جادج (بالإنجليزية: David Judge)‏ هو عالم سياسة بريطاني، ولد في 22 مايو 1950.